# زلزال بحر أوخوتسك 2013
زلزال بحر أوخوتسك 2013 هو زلزالٌ وقعَ في كراي كامشاتكا في روسيا بتاريخ 24 مايو 2013.